# Justus van Gent

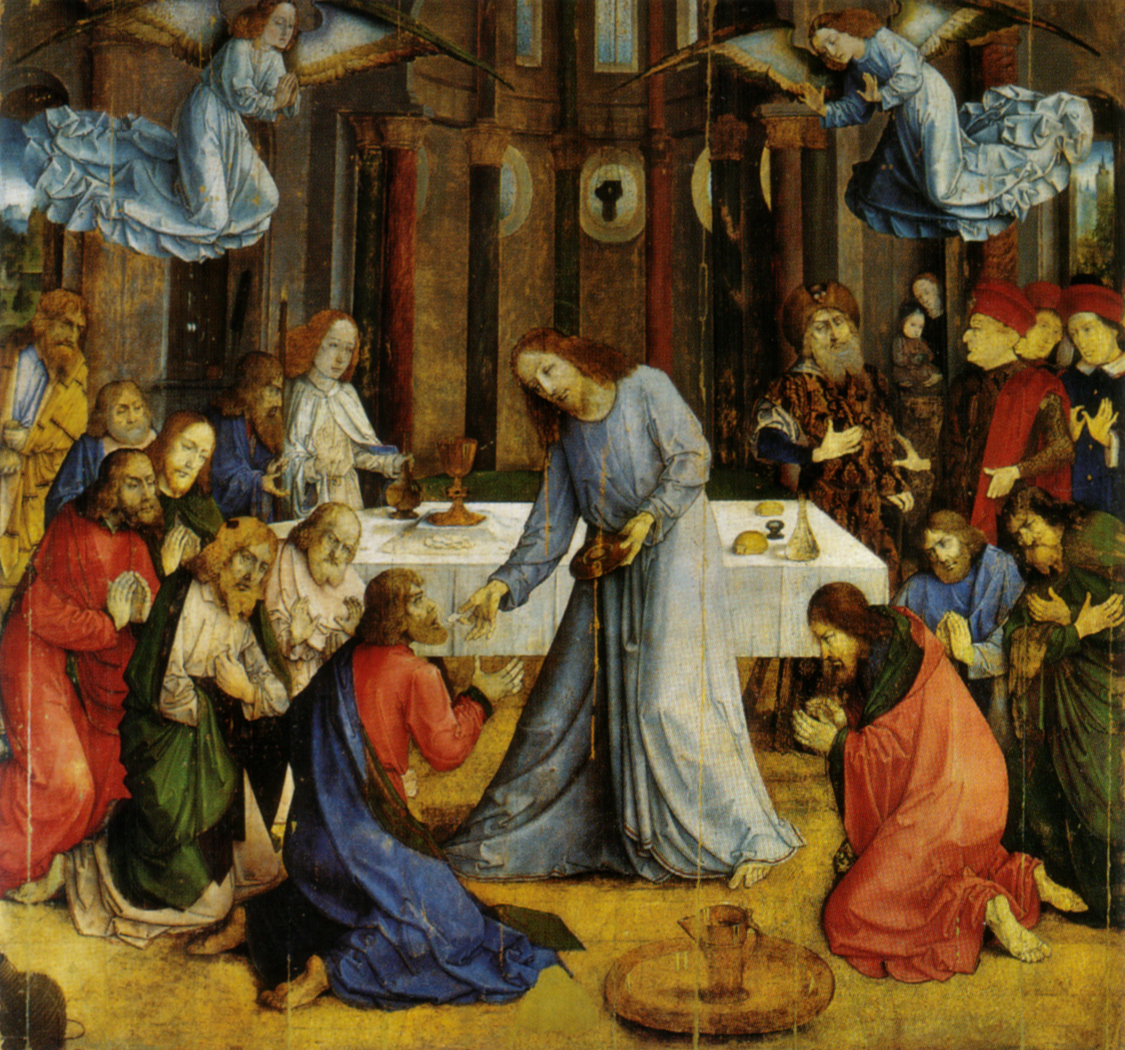
Eukaristin

Justus van Gent, egentligen Joos van Wassenhove, född omkring 1410, död omkring 1480, var en flamländsk målare.
Justus van Gent var i början av 1460-talet verksam i Antwerpen och Gent, inkallades till Italien och stod i tjänst hos hertigen av Urbino 1473-80. I slottet där förvaras hans främsta verk, Nattvarden, som har en realistisk nederländsk prägel. En serie idealbilder av diktare och filosofer (14 i Louvren och 14 i Palazzo Barberini, Rom) vittnar åter om inflytande av Italiens konstst.